# Lista de ciclovias em Portugal
Esta é uma lista de ciclovias, ecopistas ou ecovias em Portugal, por região.

## Norte
| Designação            | Percurso                                                      | Extensão | Notas                                                                          |
| --------------------- | ------------------------------------------------------------- | -------- | ------------------------------------------------------------------------------ |
| Ecopista do Minho     | Valença - Monção                                              | 15 km    | 42° 1'41.96"N - 8°38'13.92"W → Valença 42° 4'35.50"N - 8°28'45.71"W → Monção   |
| Ecopista do Sabor     | Torre de Moncorvo - Carviçais                                 | 54 km    |                                                                                |
| Ecovia do Rio Lima    | Ponte da Barca(Bravães) - Ponte de Lima - Lagoa de Bertiandos | 25 km    |                                                                                |
| Ciclovia de Braga     | "Variante da Encosta", Braga (urbano)                         | 4,4 km   |                                                                                |
| Ecopista de Guimarães | Guimarães - Fafe                                              | 21,2 km  | 41°27'21.98"N - 8°16'1.65"W → Guimarães ou 41°27'11.34"N - 8°10'56.64"W → Fafe |
| Ecopista de Famalicão | Póvoa de Varzim - Famalicão                                   | 28 km    | http://www.vilanovadefamalicao.org/_mapa_ecopista_5                            |
| Ecopista do Corgo     | Abambres - Sabroso de Aguiar                                  | 37,5 km  |                                                                                |
| Ecopista do Tâmega    | Amarante - Arco de Baúlhe                                     | 40 km    |                                                                                |
| Ecopista do Tua       | Mirandela - Bragança                                          | 75,3 km  | Em construção. Primeiro troço inaugurado em abril de 2022.                     |
| Ecovia do Vez         | São Paio de Jolda - Sistelo                                   | 32 km    |                                                                                |

## Centro
| Designação                 | Percurso                             | Extensão | notas                                                         |
| -------------------------- | ------------------------------------ | -------- | ------------------------------------------------------------- |
| Ecopista do Dão            | Viseu - Santa Comba Dão              | 49,5 km  |                                                               |
| Ecopista do Vale do Vouga  | Viseu - Sernada do Vouga             | 68,6 km  | À data de novembro de 2022 estavam concluídos apenas 24,4 km. |
| Pista Ciclopedonal de Mira | Areão - Praia de Mira - Ermida, Mira | 25 km    |                                                               |
| Ciclovia da Tocha          | Tocha                                | 3,5 km   |                                                               |
| Ciclovia da Marinha Grande | Marinha Grande - Vieira de Leiria    | 18 km    |                                                               |
| Ciclovia da Marinha Grande | Marinha Grande - S. Pedro de Moel    | 9 km     |                                                               |
| Ciclovia da Marinha Grande | S. Pedro de Moel - Sítio da Nazaré   | 20 km    |                                                               |

## Lisboa e Vale do Tejo
| Designação                                                   | Percurso                                         | Extensão      | notas |  |
| ------------------------------------------------------------ | ------------------------------------------------ | ------------- | --- |  |
| Ciclovia de Caldas da Rainha                                 | Caldas da Rainha - Praia da Foz do Arelho        | 8 km          | |  |
| Ciclovia de Torres Vedras                                    | Porto Novo - Praia de Santa Cruz                 | 5 km          | |  |
| Ciclovia de Alhandra-Vila Franca de Xira                     | Alhandra-Vila Franca de Xira                     | 3,23 km       | Futuramente terá 44,5 quilómetros cicláveis a ligar Vila Franca de Xira ao Parque das Nações, passando também por Loures |  |
| Ciclovia de Cascais                                          | Cascais - Guincho                                | 7 km          | Mapa no Bikely |  |
| Ciclovia de Almada                                           | Parque da Paz - Almada Fórum                     | 2 km          | |  |
| Percurso Ciclável de Almada                                  | Trafaria - Costa da Caparica                     | 5 km          | Parte segregada do restante tráfego, parte em coexistência com os peões, parte em coexistência com os automóveis. |  |
| Ciclovia do Montijo                                          | Montijo (urbano)                                 | 6 km          | gradualmente será aumentada a sua extensão |  |
| Ciclovia da Quinta do Marquês, Oeiras                        | Oeiras (urbano)                                  | 1,4 km        | É uma faixa ciclável de sentido único e não integra nenhuma rede ciclável. - Há algumas fotos não-oficiais online. |  |
| Ciclovia da Radial de Benfica, Lisboa                        | Lisboa                                           | 3 km          | É uma faixa ciclável de duplo sentido (com largura variável) e não integra nenhuma rede ciclável. - Há algumas fotos não-oficiais online. - Vista do ar no Bikely.                                                                           |  |
| Ciclovia de Monsanto, Lisboa                                 | Lisboa                                           | 6 km          | Mapa no Bikely |  |
| Ciclovia do Campo Grande, Lisboa                             | Lisboa                                           | indeterminada | |  |
| Ciclovia do Parque do Vale de Chelas, Lisboa                 | Lisboa                                           | indeterminada | |  |
| Ciclovia da Avenida Duque d'Ávila, Lisboa                    | Lisboa                                           | indeterminada | |  |
| Ciclovia de Telheiras, Lisboa                                | Lisboa                                           | indeterminda  | |  |
| Ciclovia do Jardim Amália Rodrigues - Corredor Verde, Lisboa | Lisboa                                           | indeterminda  | |  |
| Ciclovia de Odivelas, Lisboa                                 | Lisboa                                           | indeterminada | |  |
| Ciclovia da Frente Ribeirinha, Lisboa                        | Lisboa                                           | indeterminada | |  |
| Ciclovia da Moita                                            | Alhos Vedros - Moita - Rosário                   | 3,8 km        | É uma faixa ciclável de duplo sentido, larga. Está interrompida em três zonas (por construir). Existe um plano de expansão para um total de 10,2 km.                                                                                         |  |
| Ciclovias no Barreiro                                        | Avenida da Liberdade (Verderena)                 | 0,8 km        | É uma faixa ciclável estreita, entre o rio Coina e a Av da Liberdade que quase chega ao terminal. Está previsto o seu alargamento até à caldeira do alemão e posteriormente, através do Parque da Cidade, até à Quinta da Lomba e Casquilhos |  |
| Ciclovias no Barreiro                                        | Avenida do Parque da Cidade (Alto do Seixalinho) | 0,6 km        | É uma faixa ciclável estreita que se inicia no Parque da Cidade(Casquilhos) e termina abrubtamente na Quinta da Lomba.Imagem |  |

## Distrito de Setúbal
| Designação                  | Percurso                                         | Extensão | notas |
| --------------------------- | ------------------------------------------------ | -------- | --- |
| Ciclovias no Seixal         | Percurso de Amora - Poente                       | 0,699 km | |
| Ciclovias no Seixal         | Percurso Arrentela/Seixal - Nascente             | 0,234 km | Esta ciclovia é uma faixa partilhada entre peões e ciclistas em cima do passeio. |
| Ciclovias no Seixal         | Ciclovias do Metro Sul do Tejo                   | 1,683 km | |
| Ciclovias no Seixal         | Ciclovia da Quinta da Trindade                   | 1,367 km | |
| Ciclovias no Barreiro       | Avenida da Liberdade (Verderena)                 | 0,8 km   | É uma faixa ciclável estreita, entre o rio Coina e a Av da Liberdade que quase chega ao terminal. Está previsto o seu alargamento até à caldeira do alemão e posteriormente, através do Parque da Cidade, até à Quinta da Lomba e Casquilhos |
| Ciclovias no Barreiro       | Avenida do Parque da Cidade (Alto do Seixalinho) | 0,6 km   | É uma faixa ciclável estreita que se inicia no Parque da Cidade(Casquilhos) e termina abrubtamente na Quinta da Lomba.Imagem |
| Ciclovia da Moita           | Alhos Vedros - Moita - Rosário                   | 3,8 km   | É uma faixa ciclável de duplo sentido, larga. Está interrompida em três zonas (por construir). Existe um plano de expansão para um total de 10,2 km.                                                                                         |
| Ciclovia de Almada          | Parque da Paz - Almada Fórum                     | 2 km     | |
| Percurso Ciclável de Almada | Trafaria - Costa da Caparica                     | 5 km     | Parte segregada do restante tráfego, parte em coexistência com os peões, parte em coexistência com os automóveis. |
| Ciclovia do Montijo         | Montijo (urbano)                                 | 6 km     | gradualmente será aumentada a sua extensão |

## Alentejo
| Designação             | Percurso             | Extensão | notas                                              |
| ---------------------- | -------------------- | -------- | -------------------------------------------------- |
| Ecopista ramal de Mora | Évora - Sempre Noiva | 20 km    | futuramente ligará Évora a Mora num total de 60 km |
| Ciclovia de Beja       | Beja                 | 5,5 km   |                                                    |

## Algarve
| Designação                      | Percurso                                                 | Extensão      | notas |  |
| ------------------------------- | -------------------------------------------------------- | ------------- | --- |  |
| Ecovia do Algarve               | Cabo de São Vicente, Sagres - Vila Real de Santo António | 214 km        | (em construção) fará parte da EuroVelo 1 - Site Oficial das Ecovias do Algarve - Site info about Ecoroutes - Algumas fotos não-oficiais online.                                                   |  |
| Ciclovia da Marina de Albufeira | Albufeira (urbano)                                       | indeterminada | É uma faixa ciclável e não integra nenhuma rede ciclável. Geralmente inusável devido ao estacionamento ilegal e abusivo de automóveis. - Relato num blog pessoal, com fotos e vídeo a documentar. |  |

## Madeira
| Designação                     | Percurso                  | Extensão | notas                                                                              |
| ------------------------------ | ------------------------- | -------- | ---------------------------------------------------------------------------------- |
| Ciclovia da Estrada Monumental | Praça da Assicom-Lido     | 2,65 km  | Projeto dividido em três fases, estando já inauguradas as duas primeiras fases.    |
| Ciclovia do Porto Santo        | Calheta-Hotel Porto Santo | 4,7 km   | Foi a primeira e é a maior infraestrutura do género na Região Autónoma da Madeira. |

## Mapa
Mapa no OpenStreetMap atualizado por voluntários: http://www.openstreetmap.org/#map=7/39.716/-7.597&layers=C